# Suzanne Bonnard
Suzanne Gabrielle Bonnard (Genève, 1904 – Lausanne, 2 februari 1967) was een Zwitserse schermster. Zij nam deel aan de Olympische Zomerspelen van 1924.

## Belangrijkste resultaten

### Olympische Zomerspelen
| Jaar | Plaats | Discipline | Onderdeel  | Resultaat                           |
| ---- | ------ | ---------- | ---------- | ----------------------------------- |
| 1924 | Parijs | schermen   | floret (v) | vijfde (eerste ronde; vierde reeks) |